# 조헤이
조헤이(일본어: 承平)는 일본의 연호 중 하나이다. 한자는 읽는 방법에 따라 '조헤이'(じょうへい)와 '쇼헤이'(しょうへい)로도 읽을 수 있다.
- 전후: 엔초(延長) 이후 - 덴교(天慶) 이전.
- 시기: 931년 ~ 937년
- 천황: 스자쿠 천황

## 개원
- 엔초 9년 4월 26일(율리우스력 931년 5월 16일)에 개원하여
- 조헤이 8년 5월 22일(율리우스력 938년 6월 22일) 덴교로 개원되었다.

## 출전
《한서》의 「遭世承平 上下和睦」

## 조헤이 시기에 일어난 일
- 원년
  - 7월 19일: 우다 법황(法皇)이 사망하였다.
- 2년
  - 8월 4일: 스자쿠 천황의 외척이며 우대신(右大臣)인 후지와라노 사다카타가 사망하여 종1위(従一位)에 추증되었다.
- 3년
  - 후지와라노 다다히라의 작은형인 후지와라노 나카히라가 후지와라노 사다카타의 후임으로서 우대신에 취임한다. 이때 동생 다다히라가 이 기쁨을 표현한 노래를 불렀다는 일화가 오카가미(大鏡)에 남아있다.
- 5년
  - 후지와라노 다다히라의 게닌(家人, 고관대작의 가신이나 종자)이며 간무 천황의 현손인 다이라노 마사카도(平将門)가 죽은 아버지 다이라노 요시마사의 유산을 둘러싸고 친척들과 다투던 끝에 다이라노 구니카를 살해했다.
- 6년
  - 8월 19일: 후지와라노 다다히라가 태정대신(太政大臣)에 올랐다. 태정대신직 및 태정관의 설치는 아버지 후지와라노 모토쓰네 대 이래 45년만의 일이었다.
- 7년
  - 8월 19일: 게비이시초에서 신문을 받던 다이라노 마사카도가 스자쿠 천황의 겐푸쿠(元服)에 의해 사면되어 죄를 벗어났다. 하지만 일족과의 다툼은 940년(덴교 3년)에 전사할때까지 계속되었다. 후지와라노 다다히라의 친척이기도 한 후지와라노 스미토모도 해적이 되어 세토 내해 주변의 해역을 어지럽히기 시작했다. (조헤이·덴교의 난)

## 서력과의 대조표
| 조헤이      | 원년       | 2년        | 3년        | 4년        | 5년        | 6년        | 7년        | 8년        |
| ----------- | ---------- | ---------- | ---------- | ---------- | ---------- | ---------- | ---------- | ---------- |
| 서기 (西紀) | 931년      | 932년      | 933년      | 934년      | 935년      | 936년      | 937년      | 938년      |
| 간지 (干支) | 신묘(辛卯) | 임진(壬辰) | 계사(癸巳) | 갑오(甲午) | 을미(乙未) | 병신(丙申) | 정유(丁酉) | 무술(戊戌) |

## 같이 보기
- 일본의 연호 일람

| 이전 엔초 | 일본의 연호 931년 ~ 937년 | 다음 덴교 |